# スナックバス江
『スナックバス江』（スナックバスえ）は、フォビドゥン澁川による日本の漫画。『週刊ヤングジャンプ』（集英社）にて、2017年33号より2025年26号まで連載。札幌市の北24条にある場末のスナック「スナックバス江」を舞台にしたギャグ漫画である。話数カウントは「第○夜」。
2020年、『週刊ヤングジャンプ』の増刊『ヤングジャンプスポーツ』（同社）にて、元ラグビー選手の福岡堅樹とコラボレートし、本作の番外編が掲載された。
2024年1月から3月までテレビアニメが放送された。

## 作品背景

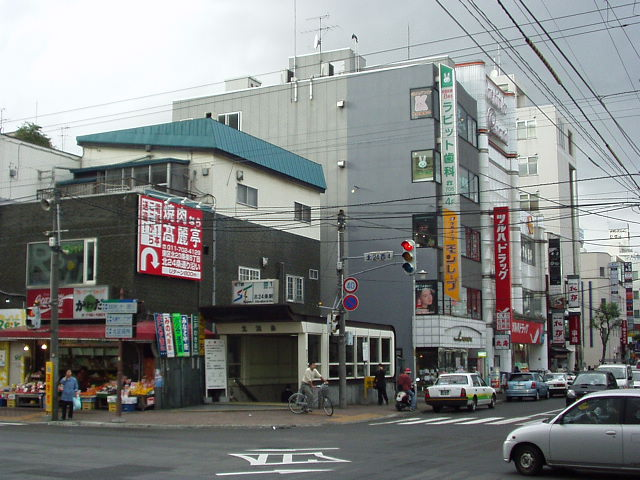
北24条

澁川にとってスナックは住宅街の中にある身近な存在であると同時に、通学中の子どもたちが不思議に思うような「謎の怪しい店」というイメージがあり、スナックを舞台にすることは最初から決まっていた。
当時の編集長が北海道出身だったため、当初はススキノのスナックを題材にする予定だったが、ススキノでは煌びやかすぎて場末から遠いと澁川は感じていた。そこで煌びやかさと地元の住宅街の中間として、スナックの多い繁華街北24条を舞台に選んだ。店としての「バス江」のモデルは、かつて澁川の近所にあったスナックがモデルとなっており、バス江ママの穏やかな性格は少し近いかもしれないと澁川は北海道新聞とのインタビューの中で話している。
また、澁川は「ヤングジャンプ」とのインタビューの中で、スナックを題材にしたからこそ、思い付きを喋らせるだけでもページを埋められると話している。

## 表現技法

### 題材
作品の題材は友人との会話や、澁川自身が思いついたことが主である。
澁川はニュースサイト「アル」とのインタビューの中で、自分が無駄なことをよく考えたり目移りしがちな性格であるが故、広く浅い興味を持つことができ、週刊連載にも活きていると話している。
題材の中にはゲームや漫画のパロディや、掲載誌である「ヤングジャンプ」をネタにしたメタフィクションなどもある。

### キャラクター造形
本作はママのバス江とチーママの明美、そして店を訪れる常連客達を中心に物語が展開する。
テレビアニメ版で常連客の一人である森田を演じた岩崎諒太は、原作を読んだ際、中学生や高校生の意識のまま年を取ったようなキャラクターが多いと感じたと「Febri」とのインタビューの中で話しており、澁川の言葉選びのセンスも相まって、読み進めるうちにおもわずうなずいてしまったとかたっている。
澁川は、物語の題材を用意した後に必要なキャラクターを作り、前後の話との矛盾に気を付けながら登場回数を重ねることでキャラクターの掘り下げを行っており、既存のキャラクターでは成立しない題材の場合は、ゲストキャラクターを登場させている。澁川は、ステレオタイプな偏見とのバランスをとるための善良な要素がキャラクターの土台であり、そこからボケとツッコミを重ねることでキャラクターのディティールとして成立すると、「ヤングジャンプ」とのインタビューの中で話している。たとえば、森田の場合、童貞を題材としたことがきっかけで誕生した。一方、澁川はニュースサイト「アル」とのインタビューの中で、互いにとって愛のある「いじり」として成立しているかが重要であり、キャラクター自体が完全に嫌な奴にならないよう注意を払っていると話している。

## 登場人物
声の項はテレビアニメ版の声優。

### スナックバス江従業員
明美（あけみ）
声 - 高橋李依
本作の主人公。北海道の場末にあるスナックバス江の「チーママ（スナックで「ママ」の2番手に当たる人のこと）」。
黙っていればかなり美人に見えるが、エキセントリックな行動や突飛な言動が多く、何かやり始めては常連客からツッコミを受けるという毎日を送っている。特に金銭と暴力には、人並み以上の価値を見出している。悩みなどなく明るそうに見えるが、男運が絶望的に悪く（駄目な男に惹かれる）、プライベートでは2つ前の元カレに背負わされた多額の借金を抱えている。基本的にはボケ役であるが、ツッコミ役として立ち回ることも多い。
バス江ママ
声 - 斉藤貴美子
スナックバス江のママ。いい年をした老嬢で、襟足の長いリーゼントのような髪型にサングラスという出で立ち。セリフの語尾にしばしばハートマークが付くのが特徴。年配のママとして、明美のボケを嗜めたり、落ち着いた含蓄ある発言も多いが、悪ノリや暴走という形でのボケた言動を行うことも多い（「平和のために人類を滅ぼす」など）。明美の暴走の被害を受ける事も多く、酒瓶で頭をかち割られるなどの致命的な被害を受けることもあるが、死ぬこともなく接客をこなしている。あるいは昔のコンピューターゲームのバグ状態になるなど、明美ら他の人物らがまだ人の範疇であるのに対し、人間離れした言動や容姿を見せることがある。その一方で、終活といった普通の高齢者を思わせる悩みや気弱さを吐露したりもする。
経歴は一切不明であるが、単行本のおまけコーナー「バス江ママの若いころの思い出話シリーズ」では他の漫画家がママの過去を描いたネタページを寄稿している（例えば橘賢一の場合は「火星で戦っていた」と『テラフォーマーズ』のパロディ絵を寄稿している）。
天野 小雨（あまの こさめ）
声 - 宮本侑芽
5話から登場する「バス江」の新しいアルバイトスタッフ。大人しい外見の女性で基本的に言動は穏やかだが、時に辛辣なツッコミを入れることがある。登場初期は常識人として明美らに振り回される役であったが、段々と常人離れした一面も登場し、明美がツッコミに回ることも多くなる。真面目ゆえにボケた行動を取ってしまったり、単純に馬鹿なところがあり、普段、自分は明美らよりまともと思っているがゆえに、自分のおかしな言動に気がつかない。実はかなり熱心なゲーマーで、ゲーム絡みの話しになると熱が入りすぎて周りに引かれたり、またシーランド公国爵位や月の土地の権利を購入しているなど奇抜な一面がある。実家は裕福なことが示唆されている。

### レギュラーキャラクター
山田（やまだ）
声 - 阿座上洋平
第1話で「バス江」を先輩の風間に強引に連れられ初めて訪れ、そのまま常連客になった若いサラリーマン。普段からスーツを着用し、髪型は七三分けという見た目通りの真面目で落ち着い性格。常識人で基本的には物語のツッコミ役だが、タツ兄と登場する際には、その世代ギャップで、年が近い明美に同調することもある。初体験は先輩とのカーセックスであるなど、たまに見た目に反した意外なエピソードを話す。
タツ兄
声 - 落合福嗣
中年男性の常連客。独身。本名は辰巳拓郎（たつみ たくろう）。第2話から登場。見た目はいかついオジサンだが気さくな性格で、女性人気のクレープ屋に1人で並んでも平気など（#20）、マイペースな面もある。基本は明美に対するツッコミ役だが、中年男性相応の問題（物忘れや健康、ジェネレーションギャップ）や、デリカシーの無さ、時折のぶっ飛んだ言動など（「オジサンでも白馬の王子様を待っている」「俺だって女子高生になりたい」など（#45））、ツッコまれることもよくある。自分をかわいい系と分類したり、明美以上に女心に深い理解を示したりと乙女な一面も持つ。
森田（もりた）
声 - 岩崎諒太
ブサイクな若い常連客。第8話から登場。天パですきっ歯にエセ関西弁を喋る童貞。強い性欲の持ち主で女性にモテたいと公言するが、同性からみてもキモい言動を行い、毎回周囲から引かれる。童貞であることを嘆く一方で、風俗などには行かないなどの謎のポリシーも持つ。妙に自分に自信を持っており、辛辣な明美のツッコミにもポジティブに解釈して懲りないなど、「無敵か」とツッコまれる。一方で卑屈な一面もあり、珍しく褒められてもそれをそのまま受け取らず、相手の裏を読んで反発する。童貞ネタ以外にも、まったく意図せず、幼少時から虐められていた（あるいは女子から避けられていた）と察せられることをあっけらかんと話す。
東 美樹（あずま みき）
声 - 笠間淳、日野まり（少年期）
明美を狙っている色黒のエネルギッシュな常連客。第7話から登場。「ダグラス浜田」という謎の著述家の様々なハウツー本を必ず所持しており、その本の内容を元に明美を口説こうとする。堂々と目の前で開きながらのハウツー本からの引用でボケた言動をすることが多いが、明美がそれ上回るボケをしてツッコミ役に回ることも多い。ハウツー本を引用しない時は割と常識人として振る舞う。
モテたくておかしな言動をするという点では森田の同類だが、少なくとも中学時代までは可愛らしい中性的な美少年で、女子の同級生から性的なイジメを受けていたことで、強い男としてモテたいという動機がある。
勇者（ゆうしゃ）
声 - 高橋良輔
ドラクエ3風の格好をした勇者の客。第10話から登場。当初、明美からコスプレをした痛い客だと思われていたが、実は「バス江」の方が異世界にリンクしていた。初登場以降もしばしば登場し、RPG風世界観を前提とした思考のため、現実世界の考えとはズレた言動をとる。
カワちゃん
声 - 濱野大輝
ラッパー風の格好をした馴染み客。第3話から登場。連載初期から常連客として登場するが登場頻度は少ない。15話では別のスナックに入り浸っており、中々来れないという。67話で久しぶりに再登場するが極度の肥満体となっており、デブを受け入れろと明美や小雨に迫る。その後、ダイエットに成功するが、今度は痩せた者としてマウントを取ろうとする。
風間（かざま）
声 - 福島潤
山田の職場の先輩。非常にチャラい外見で、見た目通りの軽い言動の男。新婚で後にそっくりな息子が出来る。第1話において堅物の山田を自分も行ったことのない「バス江」に誘うが、明美がママを殴り殺したと誤解して、山田を置いて逃亡する。その後は山田の会話に時折登場するだけであったが、48話にて再登場する。山田が「バス江」の常連になったことを知って、しつこく山田に絡んで一緒に来店し、明美からも面倒くさい奴と評される。その後、店の常連となり、山田に関係なく作中によく登場する。
実は森田の中学校時代の同級生で（#68）、卒業後は一切会わず、「バス江」で再会する。正反対の性格から森田から苦手意識を持たれている（本人は登場せずとも森田回で名前が登場することもある）。
堂島（どうじま）
明美から「堂島のお爺」と呼ばれる禿頭の老人。第93話から登場。冗談が好きでノリの良い好々爺然としているが自分がネタにされると怒り出す、あるいは怒ったような振りをするため面倒な性格。第103話ではあまりに冗談が過ぎて明美から出禁を言い渡される。第348話で亡くなり、息子が登場する。家庭生活が酷かったことで知られる「石川啄木を少々」と揶揄されるほど、家も出禁にされていたという。

## 書誌情報
- フォビドゥン澁川『スナックバス江』 集英社〈ヤングジャンプ・コミックス〉、全18巻
  1. 2018年2月19日発売[14][15]、ISBN 978-4-08-890861-8
  2. 2018年7月19日発売[16][17]、ISBN 978-4-08-891066-6
  3. 2018年12月19日発売[18]、ISBN 978-4-08-891166-3
  4. 2019年4月19日発売[19]、ISBN 978-4-08-891252-3
  5. 2019年10月18日発売[20]、ISBN 978-4-08-891417-6
  6. 2020年3月19日発売[21]、ISBN 978-4-08-891496-1
  7. 2020年9月18日発売[22]、ISBN 978-4-08-891615-6
  8. 2021年2月19日発売[23]、ISBN 978-4-08-891779-5
  9. 2021年9月17日発売[24]、ISBN 978-4-08-892043-6
  10. 2022年2月18日発売[25]、ISBN 978-4-08-892213-3
  11. 2022年7月19日発売[26]、ISBN 978-4-08-892369-7
  12. 2022年11月17日発売[27]、ISBN 978-4-08-892490-8
  13. 2023年6月19日発売[28]、ISBN 978-4-08-892685-8
  14. 2024年1月18日発売[29]、ISBN 978-4-08-893107-4
  15. 2024年6月19日発売[30]、ISBN 978-4-08-893281-1
  16. 2025年1月17日発売[31]、ISBN 978-4-08-893503-4
  17. 2025年5月19日発売[32]、ISBN 978-4-08-893663-5
  18. 2025年7月17日発売[33]、ISBN 978-4-08-893775-5

## テレビアニメ
2023年6月、公式Twitterアカウントにてアニメ化が発表された。2024年1月から3月までTOKYO MXほかにて放送された。
第1話では玉袋筋太郎がナレーションを務めた。
2024年4月5日には、配信限定で第13話が公開された。第13話では、BパートでFワードを連呼するシーンが、Cパートでサボテンのことを男性器の名前で連呼するシーンがそれぞれあるため、テレビでの放送ができず、配信限定となっている。

### 製作
企画・スタッフィング
テレビアニメ版の監督には、クロスオーバー作品『異世界かるてっと』（以下：『いせかる』）で知られる芦名みのるが起用された。もともと芦名自身本作のファンであり、アニメ関係者の間でも本作のアニメ化の話題が上がっていた。ある日集英社に勤務している芦名の知人が紹介してくれることになり、芦名はヤングジャンプ編集部に企画書を持っていって採用され、ポニーキャニオンがスポンサーとしてついた。
この当時はギャグ漫画原作のアニメは収益化が難しいということで敬遠されがちだった。加えて「スナック」という日本特有の文化がほかの国では受け入れられないのではないかと指摘する声もあった。その中で、芦名の別作品『怪獣娘〜ウルトラ怪獣擬人化計画〜』に参加していたプロデューサーが立候補し、テレビアニメ版のプロデューサーとなった。
演技・キャスティング
明美役の高橋李依と、バス江ママ役の斉藤貴美子はスタッフの指名により起用された。
高橋は別作品で芦名と会った際に本作の存在を知り、その後アニメ化すると聞いて驚いたと山田役の阿座上洋平との対談の中で話している。
この2人以外の選定では、芦名と音響監督の郷文裕貴、そしてプロデューサーの3名による指名オーディションが行われた。この方法を採用した理由について芦名は、本作は演者の人選によって影響が出ることを考慮した上だと「電ファミニコゲーマー」とのインタビューの中で説明している。本作はくつろげる空間であるスナックを舞台としているため、キャストの選定や演技のディレクションに当たっては自然な会話が重視されたほか、台本に記載がなくてもため息や息をつく演技は積極的に入れるよう指示が出された。
登場人物のうち、常連客・森田役にはオーディションで岩崎諒太が起用された。森田は「エセ関西弁」を話すという設定だが、岩崎自身は大阪出身だったため、自分なりの「エセ関西弁」を作った。山田役の阿座上洋平は、岩崎が「童貞声」を出せたことに驚いたと「Febri」のインタビューの中で話しており、声だけ聴いているとイケメンの顔が思い浮かぶが、画面を見ると間違いなく森田の声に聞こえるのですごいと語っている。
小雨役には宮本侑芽が起用された。宮本は「Febri」とのインタビューの中で、原作を読んだ際、一歩引いたところから明美たちの会話を客観的にみていると思っていたが、だんだんおかしなところが見えてきたと振り返っており、アフレコ前にはあまりしっかりしていない、少し抜けたところがあるキャラクターをめざしたと話している。
サラリーマン・山田役の阿座上洋平は、オファーがきっかけで原作に触れた際、タイトルから日常系と思っていたが、実際第1話を読んだ際には嵐が通り過ぎた感覚だったと「Febri」とのインタビューの中で振り返っている。一方、奇抜な人間ばかりが出てくるこの作品において山田は唯一のまじめなキャラクターであり、演じるにあたっては、新鮮に驚いてしっかり突っ込むことを意識している。普段阿座上は演技の際「キャラクターが物語の流れを作るためだけの存在になってはいけない」と考えているが、本作では却って雑音になってしまうため、山田に課された役割を果たすべく、自我を抑えて言葉を発することを心掛けていると話している。また、阿座上はこれまでボケ役が中心であり、自分の性格もそちらに近いため、演じる際はツッコミの難しさを感じているとも話している。
タツ兄役には落合福嗣が起用され、第1話の収録に際しては、タツ兄の老けた見た目に引っ張られてくたびれた演技になりすぎないようにディレクションが出された。落合の自然な演技が芦名の考える『スナックバス江』にはまったことから、本番でもそのままの演技でよいと本人に伝えた。落合本人は自分の実年齢よりも上のタツ兄を演じるに際し、少し老けた感じの演技を想定していたが、このディレクションを受け、キャラクターが自分に寄ってきたと感じたと「Febri」のインタビューの中で振り返っている。
第10話にはゲストキャラクターとして、テレビ番組『水曜どうでしょう』のディレクターである「ふじやん＆うれしー」こと藤村忠寿と嬉野雅道が出演した。
出演者の多くは本作をハイテンションな作品だと思っていたが、実際はローテンションな作品であることに気づかされ、演技の方針を見直すこととなった。高橋は、自分の中にあったギャグの概念を一度破壊する必要があったことに驚きと新鮮さを感じたと話しており、めぐみん役で出演した『いせかる』ではセリフで畳みかけるからこそ自分も面白いと体感できる一方、本作は間が長く演者としては達成感を得られず、周囲の反応を見ながら徐々につかんでいく感じだったとも話している。岩崎も意識しないとテンポが高くなってしまうため、スナックの空気感に合わせるのが難しかったと振り返っている。小雨役の宮本もギャグアニメの収録現場は激しいボケとツッコミの応酬だと思っていたが、小雨が登場する前の第1話の音声入り素材を見てシュールなボケとツッコミによる「引き算の笑い」を感じたといい、演じるうえでも早いテンポで笑いを取りにいかないように意識したと振り返っている。
会話の内容が難しいのもハイテンポにしづらい理由の一つであり、会話のテンポを上げてしまうと視聴者がギャグやセリフを理解できない恐れがあった。
演出
本作には場面転換がなく、スナックの中だけで完結する回が多いことに加え、ルビ芸など音声化するとわかりにくくなるセリフもあるため、アニメ化に際してはセリフの変更も行われた。また、性表現が多く、一部の回は単行本の特典OVAとして収録された。
本作においてはアニメオリジナルのエピソードも存在する。たとえば、第6話は異世界を題材とした4本のシナリオで構成されており、うち2本目の「What A Wonderful World（この素晴らしい異世界生活にようこそ）」はライトノベル『Re:ゼロから始める異世界生活』のパロディであり、同作の原作者長月達平が脚本協力としてクレジットされている。

### スタッフ
- 原作 - フォビドゥン澁川[11]
- 監督・シリーズ構成・脚本・演出・美術監督・美術設定 - 芦名みのる[11]
- キャラクターデザイン・作画総監督・色彩設定 - 富山。[11]
- 作画監督 - たけはらみのる、ぼんで
- CGモデルデザイン - 斎藤俊介
- 美術CG監督 - 高宮せいご
- 撮影監督 - 大久保潤一[11]
- 音響監督 - 郷文裕貴[11]
- 音響効果 - 古谷友二[11]
- 音響制作 - ビットグルーヴプロモーション[11]
- 音楽 - 小鷲翔太[11]
- 音楽プロデューサー - 渡部直
- 音楽制作 - ポニーキャニオン[11]
- プロデューサー - 伊藤裕史[注 2]、渡部祐樹、松井優子、工藤雅世
- アニメーションプロデューサー - 横山稔
- アニメーション制作 - スタジオぷYUKAI[11]
- 製作 - スナックバス江常連一同

### 主題歌
エンディングは毎回変わり、第5話を除きキャラクターがカラオケ形式で過去の楽曲をカバーする。
「ウラオモテアクアリウム」
otonariによるオープニングテーマ。作詞・歌唱はRIRIKO、作曲・編曲は佐高陵平。
「オリビアを聴きながら」
明美（高橋李依）による第1話エンディングテーマ。作詞・作曲は尾崎亜美。
「恋のソンクラーン」
第1話挿入歌。作詞は芦名みのる、作曲は小鷲翔太、タイ語翻訳はThanwarat Supannithi。
「長い夜」
タツ兄（落合福嗣）による第2話エンディングテーマ。作詞・作曲は松山千春。
「シルエット・ロマンス」
東美樹（笠間淳）による第3話エンディングテーマ。作詞は来生えつこ、作曲は来生たかお。
「サバイバル」
山田（阿座上洋平）、風間（福島潤）による第4話エンディングテーマ。作詞・作曲はTAKURO。
「SFラブストーリー」
森田（岩崎諒太）feat.明美（高橋李依）による第5話エンディングテーマ。作詞・作曲は芦名みのる、編曲は出口遼。
「夢見がちな童貞」をテーマとした同楽曲のエンディングアニメーションは、芦名とたけはらみのるとイメージを共有しながら制作した。また、このアニメーションはたけはらが「こしあん堂」名義で手掛けたFlashアニメ『なつみSTEP!』に近い作風が取られている。
「あゝ無情」
明美（高橋李依）による第6話エンディングテーマ。作詞は湯川れい子、作曲はNOBODY。
「ロンリー・チャップリン」
バス江ママ（斉藤貴美子）、タツ兄（落合福嗣）による第7話エンディングテーマ。作詞は岡田冨美子、作曲は鈴木雅之。
「フレンズ」
天野 小雨（宮本侑芽）による第8話エンディングテーマ。作詞はNOKKO、作曲は土橋安騎夫。
「星空のディスタンス」
森田（岩崎諒太）による第9話エンディングテーマ。作詞は高見沢俊彦および高橋研、作曲は高見沢俊彦。
「目を閉じておいでよ」
山田（阿座上洋平）、明美（高橋李依）による第10話エンディングテーマ。作詞・作曲はいまみちともたか。
「夢を信じて」
勇者（高橋良輔）、ラスボス（子安武人）による第11話エンディングテーマ。作詞は篠原仁志、作曲は德永英明。
本編では勇者とラスボスによるデュエットであったが、CD収録版では勇者によるソロ歌唱になっている。
「喝采」
バス江ママ（斉藤貴美子）による第12話エンディングテーマ。作詞は吉田旺、作曲は中村泰士。
「恋のバカンス」
明美（高橋李依）、バス江ママ（斉藤貴美子）による第13話エンディングテーマ。作詞は岩谷時子、作曲は宮川泰。

### 各話リスト
| 話数   | サブタイトル | 絵コンテ                         | 初放送日       |
| ------ | --- | -------------------------------- | -------------- |
| 第1話  | Let’s Stay Together（ようこそバス江へ）I Ain’t Gonna Stand For It（好みはそれぞれ）God’s Gift To The World（男って……）                               | 芦名みのる たけはらみのる ぼんで | 2024年 1月13日 |
| 第2話  | Come Rain or Come Shine（小雨ちゃんはいります）Sweet Baby（甘い愛なら…）Still Waiting（あなたを夢見てる）                                            | 芦名みのる ぼんで                | 1月20日        |
| 第3話  | You’re Still My Brother（可愛い君のためなら）As The Years Go Passing By（グッときちゃうわ）Try Me（惚れたあんたに）                                  | 芦名みのる ぼんで                | 1月27日        |
| 第4話  | There Is Love（恋に落ちたら）If I Should Die Tonight（今夜はもう終わり）Soul Shadows（それは幻みたいに）                                             | 芦名みのる 富山。 ぼんで         | 2月3日         |
| 第5話  | Get On The Good Foot（おみあし拝見）Talkin’ Loud And Saying Nothin’（悪口はダメよ）My Funny Valentine（愛するあなたへ）                              | 芦名みのる ぼんで                | 2月10日        |
| 第6話  | Hello Stranger（そして伝説へ……）What A Wonderful World（この素晴らしい異世界生活にようこそ）As（あの場所で集まろう）Mean Old World（昔の話よ…）      | 芦名みのる ぼんで                | 2月17日        |
| 第7話  | Closer（置いていかないで）What A Fool Believes（馬鹿にしないで）God Blessed Our Love（おおきなお世話よ）                                             | 芦名みのる ぼんで                | 2月24日        |
| 第8話  | None Of Us Are Free（ありのままの私を見て）In The Midnight Hour（強敵に捧ぐ……！）Twinkle Twinkle Little Me（時には童心に返って）Angel（素直なあの娘) | 芦名みのる ぼんで                | 3月2日         |
| 第9話  | Release Yourself（考えすぎよ）Bad, Bad Whiskey（酔えないわたし）Can't Get Any Harder（ガマンさせないで）                                             | 芦名みのる ぼんで                | 3月9日         |
| 第10話 | Friend To Friend（私と友達になって♥）Wednesday Night（こんな夜はどう？）Only Sixteen（若いっていいなぁ）                                             | ぼんで                           | 3月16日        |
| 第11話 | Under The Cherry Moon（あなたが愛してくれるなら）Adult Education（おとなの事情）Solitude（僕は友達が少ない）                                         | ぼんで                           | 3月23日        |
| 第12話 | The Great Pretender（なりたい私に）Let Me Into Your World（理解するのは難しい）Trouble Man（あんた何なのよ）                                         | ぼんで                           | 3月30日        |
| 第13話 | Risen' To The Top（男ならば欲するもの）Try A Little Tenderness（やさしいきもちで）Just One Look（心からの贈り物）                                    | ぼんで                           | 未放送         |

### 放送局
| 放送期間                | 放送時間                     | 放送局       | 対象地域 | 備考                                                       |
| ----------------------- | ---------------------------- | ------------ | -------- | ---------------------------------------------------------- |
| 2024年1月13日 - 3月30日 | 土曜 1:05 - 1:35（金曜深夜） | TOKYO MX     | 東京都   |                                                            |
| 2024年1月14日 - 3月31日 | 日曜 23:30 - 月曜 0:00       | BS朝日       | 日本全域 | 製作参加 / BS/BS4K放送 / 『アニメA』枠                     |
| 2024年1月15日 - 4月1日  | 月曜 1:45 - 2:15（日曜深夜） | 北海道テレビ | 北海道   | 『アニメな時間』枠 / 同局在籍の社員2名がゲスト出演している |
|                         | 月曜 22:30 - 23:00           | AT-X         | 日本全域 | CS放送 / 字幕放送 / リピート放送あり                       |

| 配信開始日    | 配信時間                   | 配信サイト |
| ------------- | -------------------------- | --- |
| 2024年1月13日 | 土曜 2:05（金曜深夜） 更新 | Amazon Prime Video |
| 2024年1月18日 | 木曜 0:00 更新             | ABEMA アニメタイムズ バンダイチャンネル dアニメストア DMM TV FOD Hulu J:COM STREAM Lemino milplus ニコニコチャンネル TELASA U-NEXT クランクイン！ビデオ Video Market |

### BD
| 巻 | 発売日        | 収録話         | 規格品番   |
| -- | ------------- | -------------- | ---------- |
| 1  | 2024年4月24日 | 第1話 - 第4話  | PCXP-51091 |
| 2  | 2024年5月29日 | 第5話 - 第8話  | PCXP-51092 |
| 3  | 2024年6月19日 | 第9話 - 第13話 | PCXP-51093 |

### WEBラジオ
『スナックバス江 おもてなしラジオ 「酒の席の話なんて、覚えてない！」』のタイトルで、2024年1月より音泉にて配信。パーソナリティは、明美役の高橋李依とバス江役の斉藤貴美子。

### アフレコアフタートーク
各話のアフレコ終了直後に出演声優のトークを収録したアフタートークがYoutubeで配信されている。

### 評価（テレビアニメ）
ライターのカワチは、電撃オンラインに寄せた第1話のレビューの中で、30分アニメにしたからこそゆったりとした会話劇が繰り広げられ、場末のスナックの雰囲気がしっかりと表現できていたと評価している。